# Musztafa Fahmi Pasa
Musztafa Fahmi Pasa (arab írással مصطفى باشا فهمي, tudományos átiratban Muṣṭafā bāšā Fahmī, Kréta, 1840 – 1914. szeptember 13.) algíri török származású egyiptomi katonatiszt és politikus, többszörös miniszter, az Egyiptomi Alkirályság kétszeres miniszterelnöke volt 1891–1893 és 1895–1908 között. Második ciklusa a leghosszabb kormányfőség Egyiptom történelmében. Politikáját a megszálló britekkel való teljes együttműködés jellemezte.

## Életútja

### Származása, neveltetése
Apja, Huszajn effendi török eredetű algíri család sarja volt, aki az 1830-as francia megszállás után települt Egyiptomba. Itt beállt Muhammad Ali Pasa seregébe. Krétán szolgált, amikor fia, Musztafa Fahmi megszületett 1840-ben. Később a krími háborúban vesztette életét. Musztafa Fahmi anyja Muhammad Zaki Pasa közmunkaügyi miniszter testvére volt, és az ő támogatásával a kairói citadellában működő katonai iskolába ment tanulni, majd a hadseregben kezdett szolgálni.

### Pályafutása a hadseregben és a közigazgatásban
I. Abbász idején (1848-1854) alkirályi szárnysegéd (jávarán) lett. 1871-1872 során Alexandria rendőrparancsnoka volt, majd a khedivék magánbirtokainak felügyelője, főudvarmester (szartasrífáti), végül 1873-ban Kairó főparancsnoka lett. 1874-ben a szudáni vasút építésénél kapott feladatot, majd ennek végeztével tábornokká lépett elő. 1879-ig különböző tartományok kormányzója volt: egyszer Kairó, két alkalommal Alexandria, illetve egy időben a Szuezi-csatorna, Port Szaíd és Szuez kormányzóság vezetője is volt.

### Kormányzati szerepvállalása
1879 júliusában Muhammad Saríf Pasa kormányában közmunkaügyi miniszter lett, majd ez év augusztusától Taufík khedive személyesen vezetett kormányának külügyi tárcáját kapta meg. A külügyek élén maradt az 1879 szeptemberétől 1881 szeptemberéig kormányfőként ténykedő Musztafa Rijád Pasa alatt, majd az 1882 februárjáig működő, harmadik Saríf-kormányban. Mahmúd Számi al-Bárúdi idején, 1882 júliusáig a külügyek mellett az igazságügyi tárcát is vezette.
Az 1884 januárjától 1888 júniusáig hivatalban maradó Núbár Pasa kormányában a pénzügyi tárca felelőse lett, de még 1884-ben megkapta a belügyi, később pedig a hadügyi és tengerészeti tárcát is lemondott minisztertársai helyett. Az ezután kinevezett Musztafa Rijád új kormányában hadügyminiszter volt.

### Miniszterelnökségei
Miután Rijád Pasa lemondott a brit nyomás miatt, 1891 májusában Fahmi Pasa kapott miniszterelnöki kinevezést, amit az új alkirály, II. Abbász Hilmi is megerősített 1892 januárjában (ezért helyenként ezt külön kormánynak szokás tekinteni). Kormányfősége mellett ő vezette a belügyi tárcát is. 1893 januárjáig maradt kormányon, amikor is a khedive a britekkel szemben ellenállóbb Huszajn Fahri Pasával, majd annak néhány napra rá bekövetkezett lemondatása után Musztafa Rijáddal váltotta fel. Ezekből a kormányokból kimaradt, de az 1894 áprilisától 1895 novemberéig fennálló Núbár-kormányban újra hadügyi és tengerészeti miniszter lett.
1895 novemberében ismét miniszterelnökké nevezték ki, és ezúttal egészen 1908 novemberéig, mintegy tizenhárom éven át ő vezette az alkirályság kormányát. Ezáltal ő a valaha volt leghosszabb ideig hivatalban lévő egyiptomi miniszterelnök. Ebben az időszakban a valós hatalom a Lord Cromer főmegbízott képviselte brit megszállók kezében volt, aki Fahmi Pasa személyében egy kezelhető és szolgálatkész partnert talált. A Pasa kormánya ezért a nacionalista és iszlamista ellenzék berkein belül rendkívül népszerűtlen volt. A közvélemény egyebek mellett felrótta neki, hogy 1899-ben az ő kormánya mondott le a Szudán feletti szuverenitásról, beleegyezve a kondomíniumi státuszú Angol–egyiptomi Szudán létrehozásába.
Ezzel együtt kormányzása nagy részében az országban nyugalom honolt, Egyiptom jelentősen modernizálódott, pénzügyei pedig – a brit közreműködésnek is köszönhetően – konszolidálódtak. Jelentősen kiterjedt és modernizálódott az oktatás, új intézmények jöttek létre (pl. rendőrtiszti iskola, leányiskolák), számos csatorna, gát és híd épült a Níluson, illetve jelentős középületeket emeltek (pl. az Egyiptomi Múzeumot és az Egyiptomi Nemzeti Könyvtárat). A politikai berendezkedés és a brit megszállók jelenléte azonban nem változott.
Bukásához az 1906-ban történt dinsaváji incidens nyomán kirobbant nacionalista fellángolás vezetett, amely Lord Cromert is magával ragadta. Utóda a külügyminisztere, a kopt Butrosz Gáli Pasa lett. 
Leváltása után a khedive megbízott kajmkámjaként tevékenykedett. 1914-ben hunyt el. Egyik lánya, Száfija a nemzeti mozgalom emblematikus alakjához, Szaad Zaglúl Pasához ment feleségül, és maga is aktív politikai szerepet vállalt.